# Apenas el sol
Apenas el sol es una película documental creada por Arami Ullon. La película retrata a Mateo Soboide Chiqueno, un hombre indígena Ayoreo del Paraguay que ha dedicado su vida a grabar relatos, canciones, y rituales ayoreos utilizando una grabadora rudimentaria, intentando preservar lo que queda de su cultura.

## Sinopsis
En un intento por preservar su cultura en riesgo de desaparición y reconstruir la memoria de su hogar perdido, Mateo Sobode Chiqueno ha dedicado su vida a capturar su lenguaje, tradiciones, historias, religión, y modo de vida. Mateo  atraviesa el árido y desolado Chaco paraguayo grabando las historias, canciones y testimonios de otros Ayoreo que, como él, fueron despojados de la selva, perdiendo su territorio ancestral, sus medios de subsistencia, sus creencias y su hogar. El cuenta la historia de como su pueblo fue desterrado y reubicado en asentamientos. 

## Recepción
El documental ha participado en al menos una docena de festivales de cine internacionales, y ha recibido galardones, tales como Premio al Mejor Documental en el Festival Lunenburg Doc Fest de Canadá, y el premio BYDGOSZCZ ART.DOC del Festival festival Millennium Docs Against Gravity de Polonia. Además fue galardonado con el premio rencontres de Tolouse en el Festival Cinelatino.